# 方惠坚
方惠坚（1933年9月—），研究员，曾任清华大学党委书记，长期负责思想政治工作。曾当选第八届全国人大代表、中共十四大代表。

## 生平
1933年出生，毕业于天津市耀华中学，1950年进入清华大学土木工程系学习，1953年加入中国共产党，1955年毕业留校，曾任校团委副书记、校党委监委委员。1977年后任校党委学生部部长、外事办公室主任、土木与环境工程系党委书记、校党委常委、副教务长、研究生院副院长、教务长。1985年任副校长，1988年9月任党委书记、校务委员会副主任，1995年卸任党委书记。